# Associazione Sportiva Handball EOS Siracusa
L'Associazione Sportiva Handball EOS Siracusa, o più brevemente EOS Siracusa, fu una società di pallamano femminile di Siracusa fondata il 19 ottobre 1981 e scioltasi alla fine della stagione sportiva 2005-06.
La parola EOS derivante dal greco, significa Alba o meglio Dea dalle rosse braccia.
I colori sociali del club erano il fucsia e il celeste.
Nella sua venticinquennale storia l'Eos partecipò in totale a 12 campionati di serie A1 laureandosi campione d'Italia nel 1999-2000.
L'impianto di gioco delle gare interne fu originariamente il tensostatico per poi essere sostituito dal PalaLoBello.

## Storia
L'Eos partecipa al suo primo campionato nel 1981 iscrivendosi al torneo maschile di serie D. Vi rimane fino alla stagione 1983-1984 anno in cui rileva la serie B femminile dalla Pallamano femminile Ortigia cambiando denominazione in EOS Siracusa. Approda in serie A nella stagione 1984/85, ma l'inizio non è dei più facili, e va incontro ad una doppia retrocessione che la relega in due anni in serie C. Nel 1989-1990 ottiene la promozione al torneo di A2, e due anni più tardi viene promossa in serie A1. Dopo essersi assestata nel massimo torneo del Campionato italiano di pallamano femminile, comincia ad ottenere buoni risultati in campo nazionale, che la portano a vincere lo Scudetto nella stagione 1999-2000, esattamente il 29 aprile 2000, battendo in trasferta le romagnole dell'Herberia Rubiera per 19 a 28, con un manipolo di giocatrici tutte siracusane che entreranno da lì a breve a far parte della nazionale italiana .
Herberia Rubiera: Corsi, Dallai (7), Lacrimioara (2), Roli, Indorante (1), Franzoso, Kotlaja Dus. (5), Bacchini (2), Pisano, Goldoni, Ferraguti (2).
Allenatore: Dardi
Da annoverare anche partecipazioni in ambito europeo, con la coppa campioni e coppa delle coppe.
Nella metà degli anni duemila, va incontro ad una crisi economica che la costringono a dover rinunciare alle giocatrici straniere ma soprattutto a qualche talento locale per far cassa. Dopo essere retrocessa in serie A2 nella stagione 2003/2004, vi resta per due anni prima di chiudere definitivamente i battenti.
Il 25 dicembre 2010, Maria Zocco presidentessa dell'EOS Siracusa, muore a causa di un male incurabile. A lei il merito di aver allestito ottimi compagini che hanno permesso di arricchire il proprio palmares con uno scudetto, partecipazioni in campo europeo oltre che ottimi risultati in ambito nazionale .

## Competizioni europee
Nella stagione 2000-01 l'Eos ha partecipato per la prima volta alla Coppa Campioni, giocando contro le slovacche del SVK Slovan Duslo Šala, perdendo entrambe le sfide, sia all'andata (17-40) che al ritorno a Siracusa (19-31).
Inoltre lo stesso anno, dopo l'eliminazione dalla coppa campioni, ha partecipato alla coppa E.H.F. affrontando il Rom Oţelul Galaţi, perdendo anche qui entrambe le gare di andata (24-29) e ritorno (14-26).
Nella stagione 2001-2002 partecipa alla Challenge Cup perdendo in ambedue i casi contro il Rom Rapid București (andata 16-39) (ritorno 15-31).

## Società
La matricola storica del club è stata la n. 0789. 

## Allenatori e presidenti

### Allenatori
- 1981-1991  ..
- 1991-1993  Roberto Giuffrida
- 1993-1995  ..
- 1995-1997  Silvia Volpato
- 1997-1998  Riccardo Trillini
- 1998-1999  Luigi Rudilosso
- 1999-2000

 Pierandrea Izzi
- 2000-2001  Pierandrea Izzi
- 2001-2002  Emir Junuzović

 Maria Zocco
 Vasilica Mirea
 Gianni Calvo
- 2002-2003  Gianni Calvo

 Pierandrea Izzi
- 2003-2004  Pierandrea Izzi
- 2004-2006  ..

### Presidenti
- Maria Zocco

## Giocatrici principali
- Verena Wolf
- Rossella Lopes
- Viviana Zafarana
- Martina Puglisi
- Daniela Lo Piano
- Monica Campanella
- Daniela Russo
- Valentina Bellanich
- Marilena Finaru
- Barbara Mauceri

- Ivana Bazzano
- Sanja Bajgorić
- Dana Filipovska
- Valentina Giallongo
- Alessia Ilardo
- Arianna Ricupero
- Emanuela Avallone
- Letizia Perna
- Marina Micciulla
- Zlata Starčević

## Palmarès
- Campionato italiano di pallamano femminile: 1
1999-2000